# Paratextualizace
Paratextualizace je proces, při němž potenciální čtenář či kupec knihy prochází kratší či delší „chodbu“ knihy. Chodbou je zde myšlen prostor, jenž je zaplněn verbálními či neverbálními texty, které obklopují autorský text a jsou provázejícími každého nově příchozího, který do virtuální knižní chodby nahlédne, vstoupí do ní, či jí již dokonce prochází do nitra knihy k primárnímu textu. Tyto texty, vlastně průvodci, lákají a vábí potenciálního čtenáře či kupce, přesvědčují ho o rozhodnutí vstoupit až do textu (někdy pouze text v materializované podobě mít a vlastnit) a informují či instruují ho o tom, co jej čeká na konci chodby. Tímto procesem jsou pak schopny i usměrňovat a spoluvytvářet pozdější čtenářskou recepci.
Paratextualizace probíhá ve dvou rovinách:
- vztahy mezi různými typy paratextů
- vztahy mezi primárním textem a paratexty